# Provinz Cuando
Cuando ist eine Provinz des afrikanischen Staates Angola. Die Hauptstadt der Provinz ist die Kleinstadt Mavinga.

## Geografie

### Lage und Natur
Die Provinz Cuando liegt im äußersten Südosten des Landes auf einer Höhe zwischen etwa 1000 und 1300 m. Im Westen grenzt sie an die Provinz Cubango, im Norden an die Provinz Moxico, im Osten an Sambia (Westprovinz) und im Süden an Namibia (Kavango-Ost und Sambesi). Die Entfernung von der Provinzhauptstadt nach Luanda berägt 1100 Kilometer. Der Namensgeber der Provinz ist der Fluss Cuando, der entlang der Grenzen zu Moxico und Sambia vom Norden in den Südosten der Provinz fließt. Ein weiterer wichtiger Fluss ist der Cuito, der die Grenze zur westlich angrenzenden Provinz Cubango darstellt.
Die beiden größten Nationalparks Angolas, der Mavinga-Nationalpark und der Luengue-Luiana-Nationalpark, umfassen das große Teile der Provinz und erstrecken sich im Zentrum und im Süden der Provinz Cuando. Sie sind Teil des sich über 5 Länder erstreckenden Schutzgebiets Kavango-Zambezi Transfrontier Conservation Area, das zweitgrößte zusammenhängende Schutzgebiet der Erde und das Gebiet mit der größten Population Afrikanischer Elefanten.

### Klima
In der Provinz herrscht tropisches Klima vor, die Niederschläge sind im Norden mit etwa 1200 mm pro Jahr etwa doppelt so hoch wie im Süden der Provinz mit 600 mm; damit ist das Klima trocken bis eher trocken. Die Jahresdurchschnittstemperatur liegt bei etwa 25 °C. Es gibt eine Regenzeit im Südsommer und eine Trockenzeit im Südwinter.
Nach der Effektiven Klimaklassifikation liegt der Norden der Provinz im Monsunbeeinflussten feucht-subtropischen Klima, der Süden im heißen Steppenklima.

## Bevölkerung
Die Provinz ist nur sehr dünn besiedelt. Im Süden der Provinz leben vier kleine Völker, die gemeinsam als Xindonga bezeichnet werden.

## Geschichte
Der von 1975 bis 2002 andauernde Bürgerkrieg in Angola traf den Südosten des Landes stark. Hier fand unter anderem die Schlacht bei Cuito Cuanavale statt.
Im Jahr 2024 wurde die Provinz Cuando Cubango in die beiden neuen Provinzen Cuando und Cubango aufgeteilt. Der Grund war, dass die ehemalige Provinz enorme Ausmaße und eine nur geringe Bevölkerung hatte, was es dem Staat erschwerte, die Gebiete effektiv zu kontrollieren. Es wurde eine „stille Inbesitznahme“ bzw. Infiltration aus den Nachbarländern befürchtet. Eine Aufteilung sollte die bessere Präsenz des Staates vor Ort ermöglichen. Pläne dazu bestanden mindestens seit dem Jahr 2016.

## Verwaltung
Die Provinz Cuando teilt sich in 9 Kreise (Municípios) auf, mit jeweils dem Hauptort in Klammern:
- Cuito Cuanavale (Cuito Cuanavale)
- Dirico (Dirico)
- Mavinga (Mavinga)
- Rivungo (Rivungo)
- Xipundo (Xipundo)
- Dima (Dima)
- Luiana (Luiana)
- Mucusso (Mucusso)
- Luengue (Luengue)

Eine weitere Ortschaft ist Jamba.